# Wahlbezirk Böhmen 81
Der Wahlbezirk Böhmen 81 war ein Wahlkreis für die Wahlen zum Abgeordnetenhaus im österreichischen Kronland Böhmen. Der Wahlbezirk wurde 1907 mit der Einführung der Reichsratswahlordnung geschaffen und bestand bis zum Zusammenbruch der Habsburgermonarchie.

## Geschichte
Nachdem der Reichsrat im Herbst 1906 das allgemeine, gleiche, geheime und direkte Männerwahlrecht beschlossen hatte, wurde mit 26. Jänner 1907 die große Wahlrechtsreform durch Sanktionierung von Kaiser Franz Joseph I. gültig. Mit der neuen Reichsratswahlordnung schuf man insgesamt 516 Wahlbezirke mit je einem zu wählenden Abgeordneten, die durch Direktwahl mit allfälliger Stichwahl bestimmt wurden. Der Wahlkreis Böhmen 81 umfasste die Stadt Aussig. Aus der Reichsratswahl 1907 ging zunächst Anton Schrammel von den Sozialdemokraten als Sieger hervor, 1911 musste sich Schrammel jedoch bereits im ersten Wahlgang Rudolf Lodgman von Auen geschlagen geben.

## Wahlergebnisse

### Reichsratswahl 1907
Die Reichsratswahl 1907 wurde am 14. Mai 1907 (erster Wahlgang) durchgeführt. Die Stichwahl entfiel auf Grund des absoluten Mehrheit für Anton Schrammel im ersten Wahlgang.
| Kandidat                                                              | Partei                         | Wahlkreis- stimmen | Prozent |
| --------------------------------------------------------------------- | ------------------------------ | ------------------ | ------- |
| Anton Schrammel                                                       | Sozialdemokratische Partei     | 4244               | 57,2 %  |
| Ferdinand Maresch                                                     | Deutschfortschrittliche Partei | 2682               | 36,1 %  |
| Anton Bernt                                                           | Deutsche Arbeiterpartei        | 688                | 9,3 %   |
| Karl Lueger                                                           | Christlichsoziale Partei       | 31                 | 0,4 %   |
|                                                                       | Sonstige Parteien              | 10                 | 0,1 %   |
| Wahlberechtigte: 8099, Ungültige Stimmen: 69, Wahlbeteiligung: 92,5 % |                                |                    |         |

### Reichsratswahl 1911
Die Reichsratswahl 1911 wurde am 13. Juni 1911 durchgeführt. Die Stichwahl entfiel auf Grund des absoluten Mehrheit für Rudolf Lodgman von Auen im ersten Wahlgang.
| Kandidat                                                              | Partei                     | Wahlkreis- stimmen | Prozent |
| --------------------------------------------------------------------- | -------------------------- | ------------------ | ------- |
| Rudolf Lodgman von Auen                                               | Deutsche Volkspartei       | 3839               | 51,1 %  |
| Anton Schrammel                                                       | Sozialdemokratische Partei | 3576               | 47,6 %  |
|                                                                       | Sonstige Parteien          | 101                | 1,3 %   |
| Wahlberechtigte: 8150, Ungültige Stimmen: 93, Wahlbeteiligung: 93,4 % |                            |                    |         |